# Robin Wolfinger

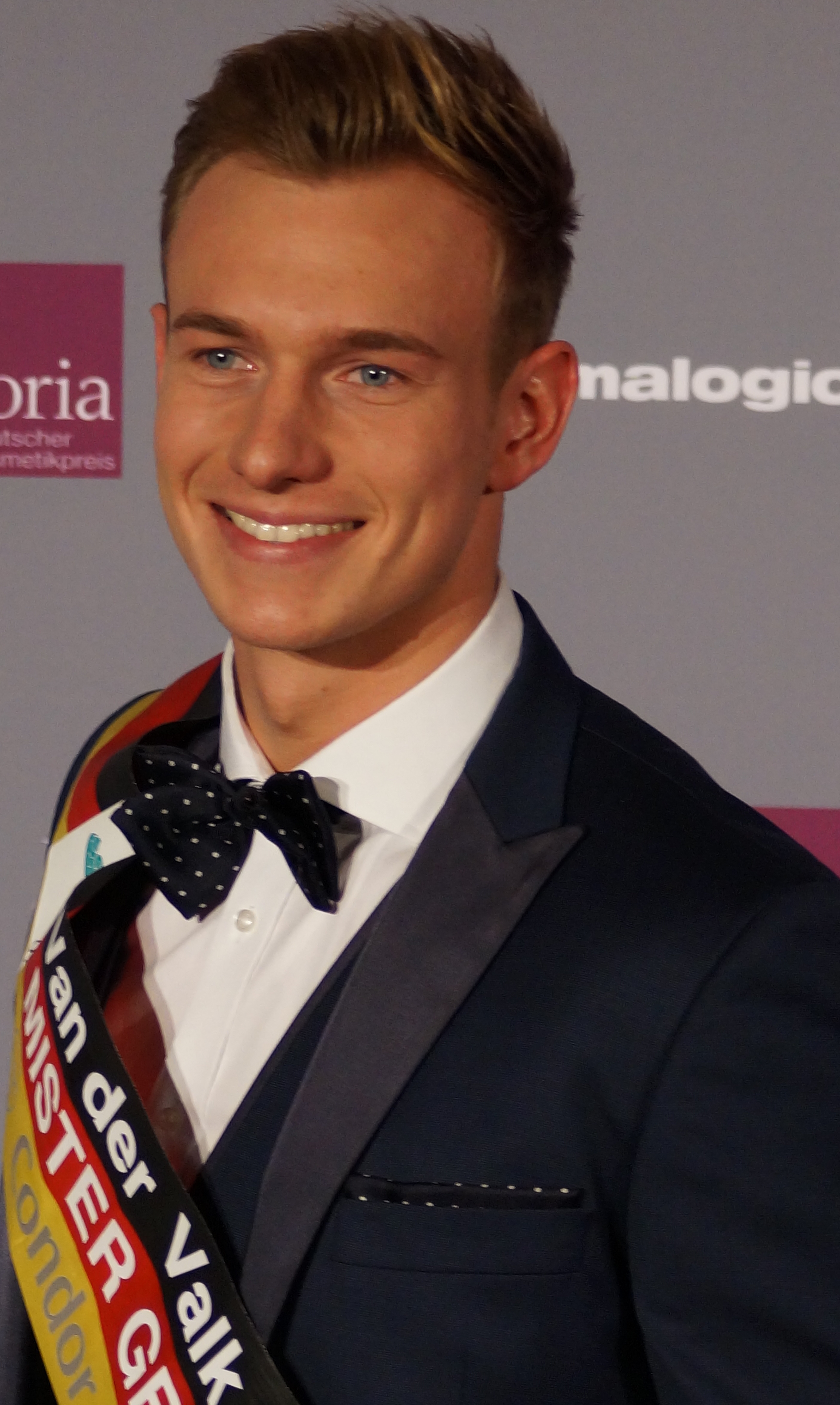
Wolfinger (2015)

Robin Wolfinger (* 1993 oder 1994) war der Mister Germany von 2015 und der Nachfolger von Oliver Sanne.

## Leben
Wolfinger war zum Zeitpunkt der Wahl 21 Jahre alt und Erzieher in einem Wohnheim für traumatisierte Kinder und Jugendliche in Fröndenberg.